# Amphionthe oberthuri
Amphionthe oberthuri là một loài bọ cánh cứng trong họ Cerambycidae.